# Condado de Boulogne

Escudo de armas

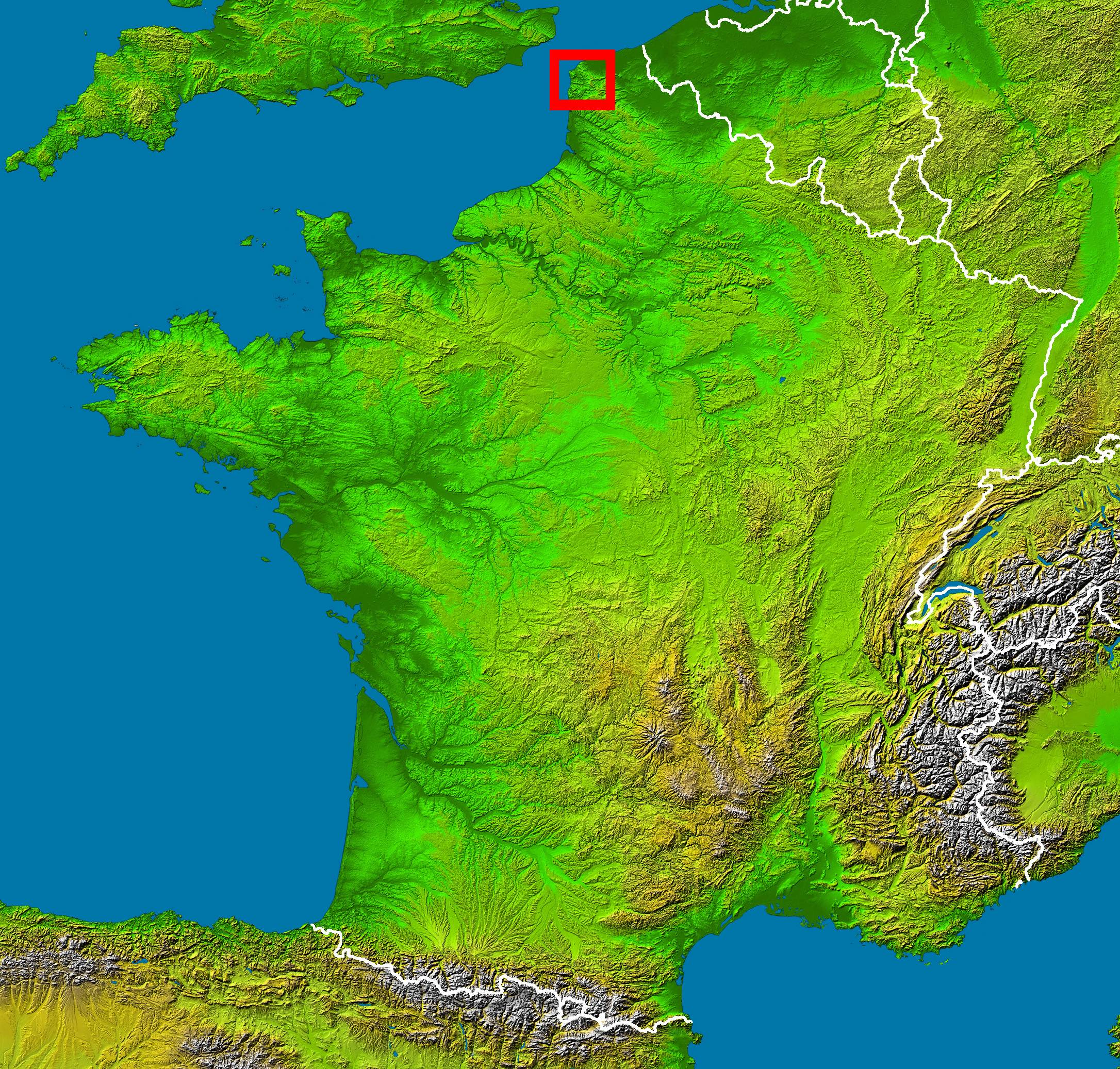
Localización del Boulonnais.

El condado de Boulogne fue un condado dentro del reino de Francia durante los siglos IX al XV (896-1501), centrado en la ciudad de Boulogne-sur-Mer, el territorio conocido ahora como el Boulonnais. Fue gobernado por los condes de Flandes en el siglo X, pero una rama separada de Boulogne emergió en el siglo XI. Fue anexionado por Felipe II de Francia en 1212, que lo entregó en herencia a su hijo, y después de esto fue tratado como parte del condado de Artois hasta el Tratado de Senlis en 1493; fue incorporado finalmente al dominio real en 1550, después de seis años de ocupación inglesa.

## Geografía
La principal región del condado histórico de Boulogne es el llamado Boulonnais. El foso o pliegue del Boulonnais está constituido, evidentemente, por un anticlinal que invierte el relieve, ya que la roca deja ver los terrenos margosos y arcillosos subyacentes. Particularmente, el pliegue orientado NO-SO está dividido en dos por el hundimiento que ha creado el mar de la Mancha y el estrecho del Pas-de-Calais. La otra parte del pliegue corresponde a Inglaterra

## Historia
Boulogne, antes de ser llamada Bononia (a veces confundida con Bolonia en Italia), fue identificada como Portus Itius, lugar desde el que Julio César emprendió la conquista de Bretaña, llamada actualmente Gran Bretaña. Portus Itus se convirtió, bajo el Imperio romano, en puerto agregado a la Classis británica, de su huella y de su cuartel general han sido hallados restos en la actual Haute-Ville en 1980.
Boulogne fue célebre en la Edad Media por su faro situado en lo más alto del acantilado, en el norte, y del cual sólo quedan las ruinas. Consistía en una torre de mampostería de dos pisos, más estrecha en la parte de arriba, en la que se encendía un fuego.
La actividad religiosa de la ciudad, sede de un antiguo obispado y antiguo lugar de Peregrinación a la Virgen de Boulogne, fue muy relevante durante la Edad Media. Los habitantes de la Isla de Francia, para rendirle homenaje a la Virgen, crearon un lugar de peregrinación secundario en el bosque de Rouvre (del que se hallan restos en el Bosque de Boulogne) que favoreció la fundación de Boulogne-la-petite, actualmente conocida como Boulogne-sur-Seine. Durante los años treinta, esta devoción fue reavivada mediante el transporte de una estatua colocada en un auto-remolque que dio la vuelta a toda Francia.